# Bellamya (chi ốc nước ngọt)
Bellamya là một chi ốc nước ngọt có mang và vảy, là động vật thân mềm chân bụng sống dưới nước thuộc họ Viviparidae.

## Các loài
Các loài thuộc chi Bellamya bao gồm:
- Bellamya chinensis (Reeve 1863) - Chinese mystery snail, đồng nghĩa: Cipangopaludina chinensis (Gray, 1834)[2]
- Bellamya constricta
- Bellamya contracta
- Bellamya costulata
- Bellamya crawshayi
- Bellamya ecclesi
- Bellamya heudei guangdungensis (Kobelt, 1906)[3]
- Bellamya jeffreysi
- Bellamya jucunda
- Bellamya leopoldvillensis
- Bellamya liberiana
- Bellamya monardi
- Bellamya mweruensis
- Bellamya pagodiformis
- Bellamya phthinotropis
- Bellamya robertsoni
- Bellamya rubicunda
- Bellamya trochearis